# Ardian Đokaj
Ardian Đokaj (variacions en serbi: Ардијан Ђокај, Adrijan Đokaj o Ardijan Djokaj) (Titograd, 23 de maig de 1979) és un exfutbolista de Montenegro, que ocupava la posició de migcampista.
Al llarg de la seua carrera va militar en diversos equips de l'antiga Iugoslàvia, com el Budocnost, l'Obilic o l'Estrella Roja, així com de la nova lliga de Montenegro (amb el Budocnost, de nou). També va militar en equips d'Espanya (RCD Mallorca, UE Lleida), Turquia (Trabzonspor, Ankaraspor) i Alemanya (TuS Koblenz, TSV 1860 München).